# カンガルーハムスター科
カンガルーハムスター科（Calomyscidae）は、哺乳綱齧歯目の科。カンガルーハムスター属（Calomyscus）のみからなる。

## 種
川田ほか（2018）による。
- カンガルーハムスター科 Calomyscidae
  - カンガルーハムスター属 Calomyscus
    - カンガルーハムスター Calomyscus bailwardi
    - バルチスタンカンガルーハムスター Calomyscus baluchi
    - グッドウィンカンガルーハムスター Calomyscus elburzensis
    - オオカンガルーハムスター Calomyscus grandis
    - ホトソンカンガルーハムスター Calomyscus hotsoni
    - ヒゲカンガルーハムスター Calomyscus mystax
    - シリアカンガルーハムスター Calomyscus tsolovi
    - アゼルバイジャンカンガルーハムスター Calomyscus urartensis
    - シリアカンガルーハムスター Calomyscus tsolovi
    - アゼルバイジャンカンガルーハムスター Calomyscus urartensis